# Überseebrücke

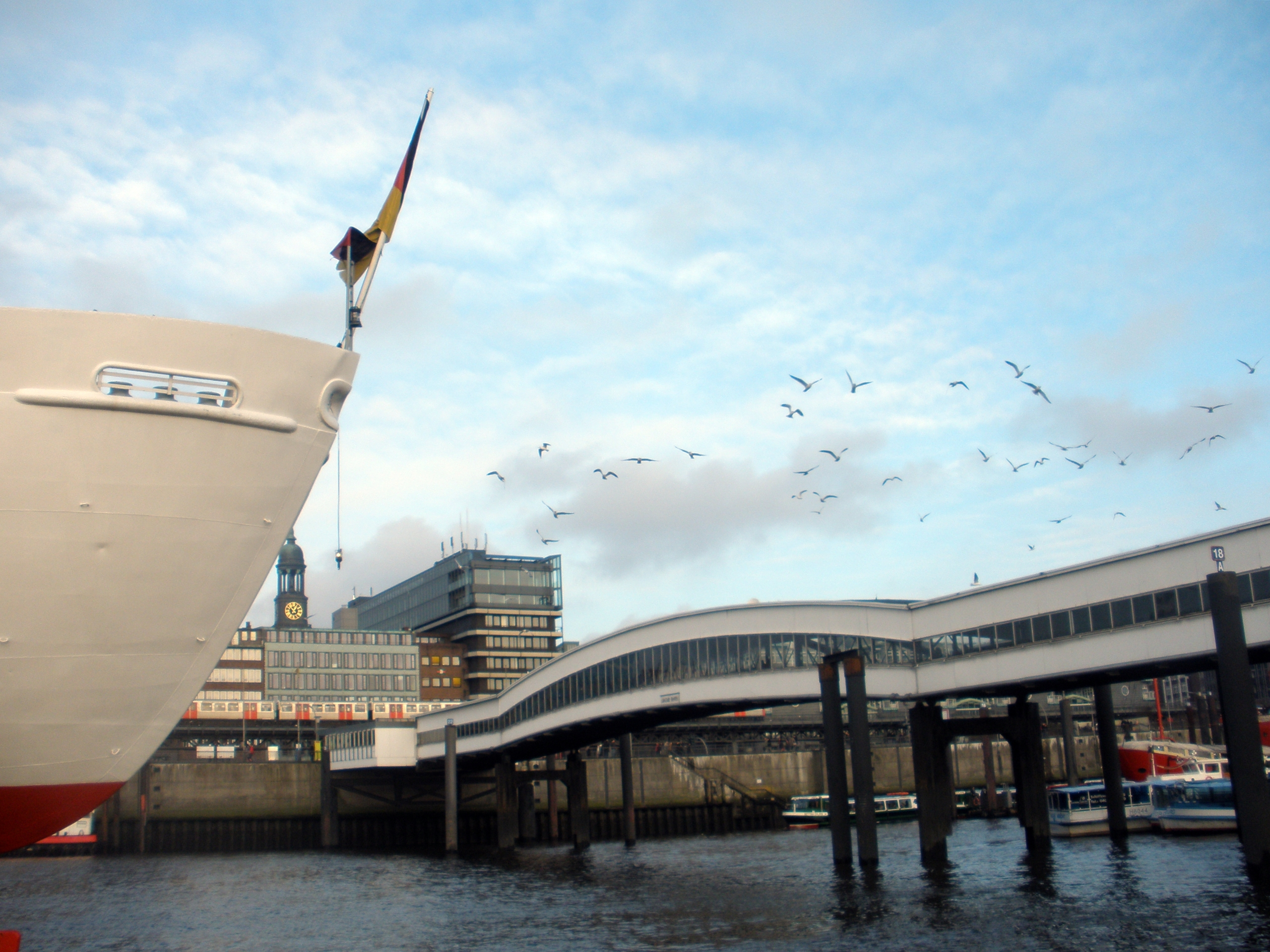
Überseebrücke, vom Ponton aus gesehen

Die Überseebrücke ist eine Anlage des Hamburger Hafens mit überdachter Fußgängerbrücke, die von der Hochwasserschutzanlage der Straße Vorsetzen auf einen Ponton im Hamburger Niederhafen führt, auf Höhe des früheren Jonashafen, östlich der St. Pauli-Landungsbrücken.
Die Brücke wurde 1927 im Auftrag der Reederei Hamburg Süd von dem Hamburger Stahlbau-Unternehmen H. C. E. Eggers & Co. GmbH gebaut, seinerzeit Blockhausbrücke genannt und diente insbesondere als Anlegestelle für Fahrgastschiffe nach Übersee. Sie war eine knapp 119 Meter lange Stahlbogenkonstruktion und reichte damit bis in das seeschifftiefe Fahrwasser, vor den Pontons lagen zusätzliche Vertäudalben, damit große Schiffe dort festmachen konnten. Während des Zweiten Weltkriegs wurde die Brücke zerstört, unter anderem weil ein Schwimmkran sie rammte. Von 1957 bis 1968 baute man an der Erneuerung der Brücke, zunächst hängte man provisorisch Laufstege in die Träger ein, anschließend setzte man die Brücke aus Altbeständen des Amtes für Strom- und Hafenbau neu zusammen.
Insgesamt besteht die Überseebrücke aus fünf Teilen: Der Kopfbau am Vorsetzen wurde 1968 als letztes und neuestes Teil eingesetzt. Es ist ein holzverkleideter Eingang, der rechts und links jeweils einen Kiosk beherbergt. Die Elemente der beweglichen Brücke setzen sich aus dem alten Anleger der Fähre VII / St. Pauli Hafenstraße, der nach dem Krieg nicht mehr aufgebaut wurde, dem 1898 erbauten Anleger Fährkanal, der schwer beschädigt war und bei der Werft Janssen & Schmilinsky generalüberholt wurde, als mittleres Bogenstück, und dem ehemaligen Anleger Worthdamm (heute Arningstraße) zusammen. Das ebenfalls aus der Vorkriegszeit stammende Südende wurde am 8. Juni 1961 von dem schwedischen Marineschiff Marieholm gerammt und musste durch einen Neubau ersetzt werden. Schließlich erhielten die zusammengesetzten Teile ein Dach und Seitenwände, wobei die Ostseite offen, die Westseite hingegen mit Plexiglasscheiben geschlossen ist und das Schmuddelwetter abhält, sowie eine Beleuchtung. Die Anlage ist als Fußgängerbrücke konzipiert, hat aber eine ausreichende Breite, um Zulieferfahrzeugen die Zufahrt zum Ponton zu ermöglichen. Von 2012 bis 2015 wurde die Brücke, parallel zu der Neukonzipierung der Hochwasserschutzanlage am Vorsetzen, umfassend saniert und erhielt einen neuen Kopfbau.

Die Überseebrücke um 1933
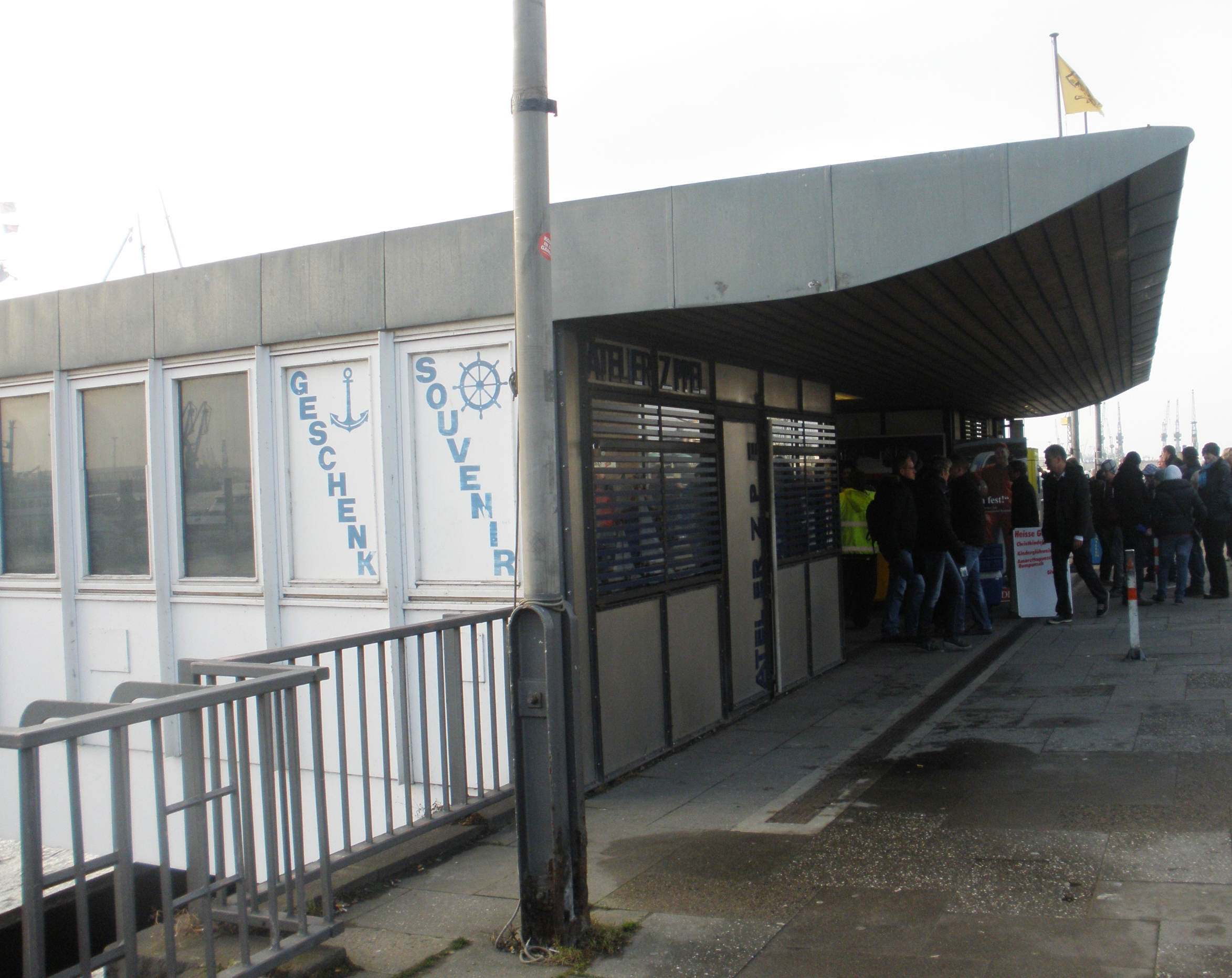
Kopfbau der Überseebrücke mit zwei Kiosken im Eingangsbereich
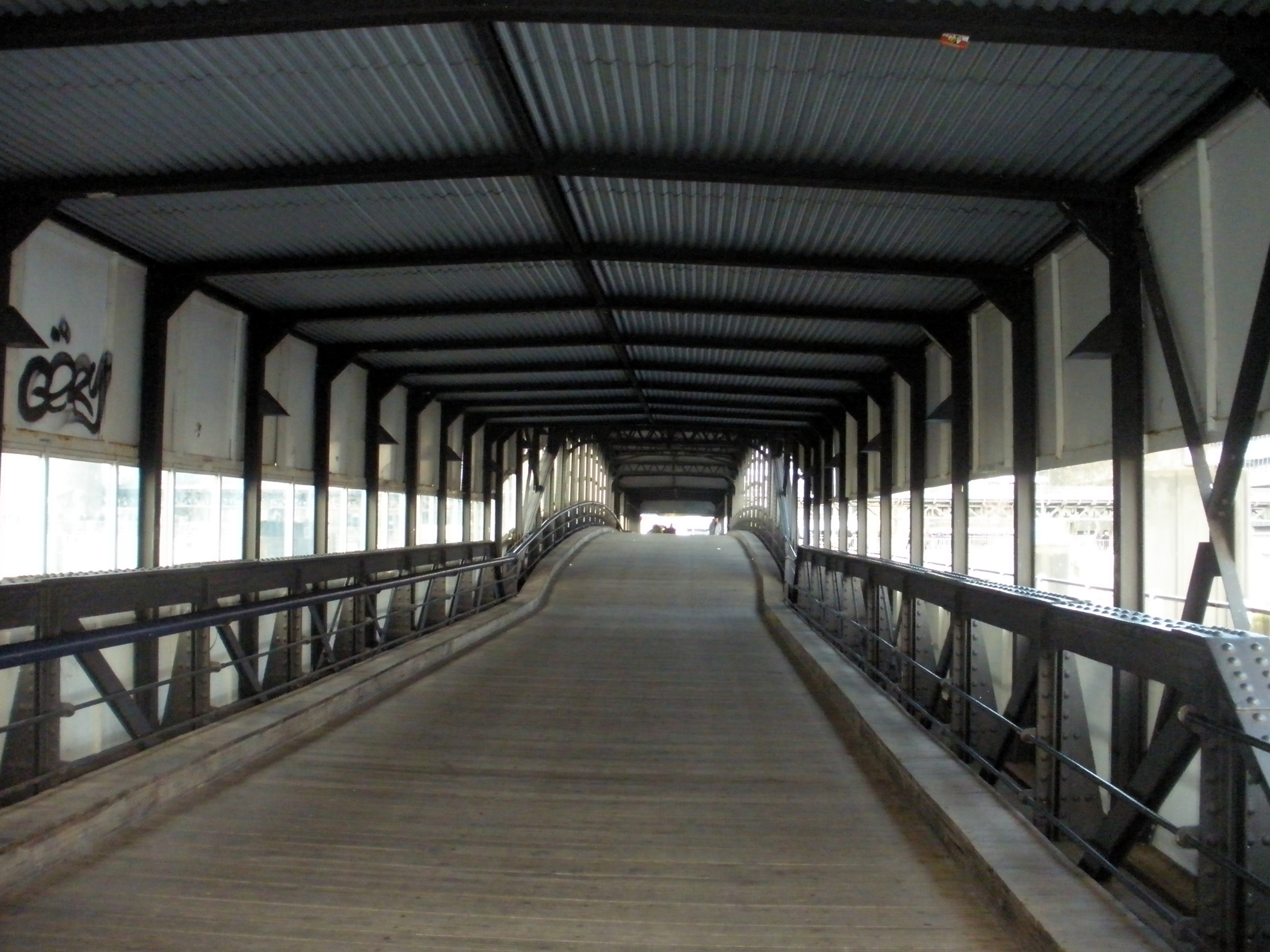
Übergang des zweiten Brückenteils, alter Anleger Hafenstraße, zum mittleren Bogen
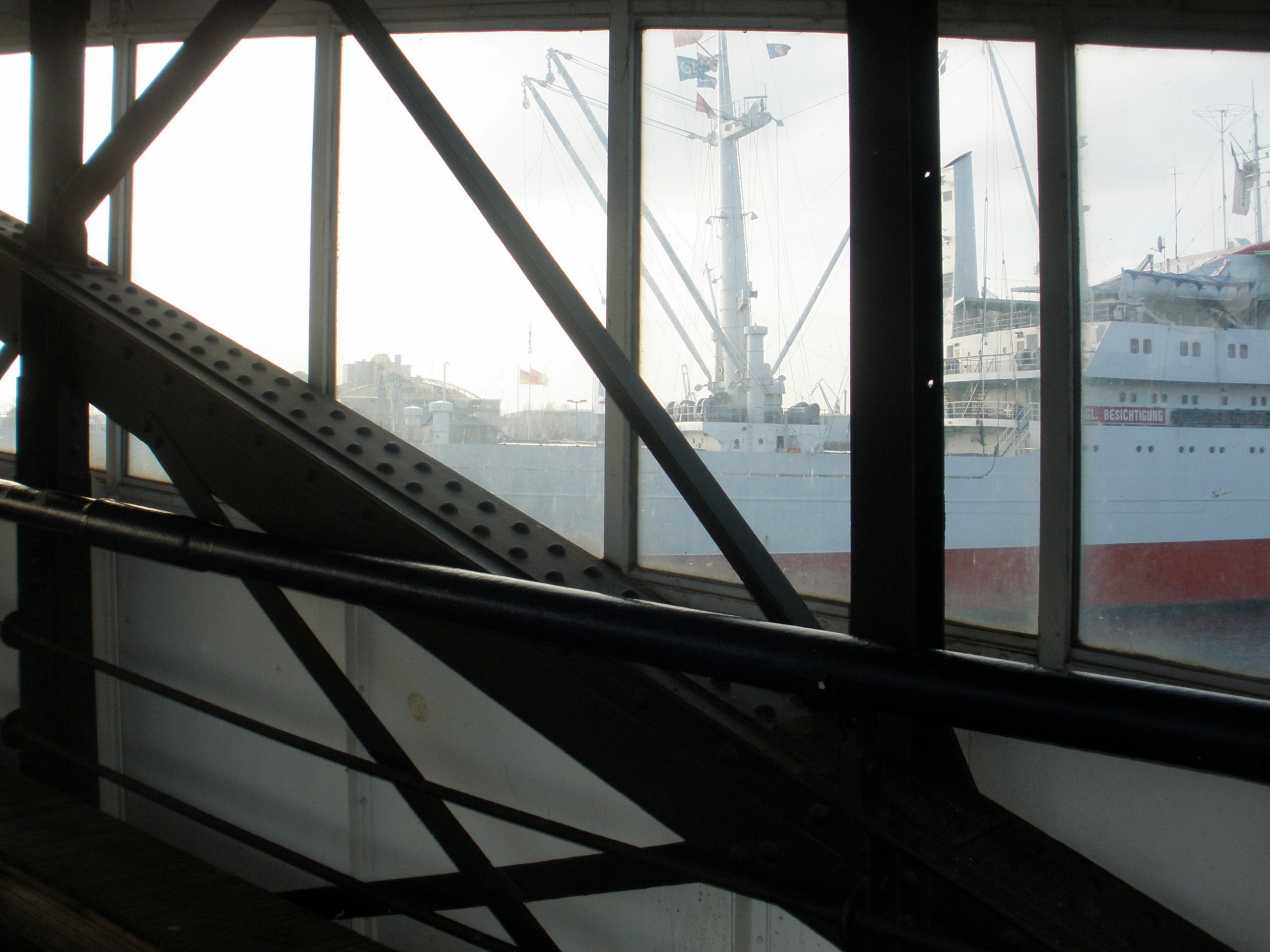
Detail des Bogenstücks, ehemals Anleger Fährkanal
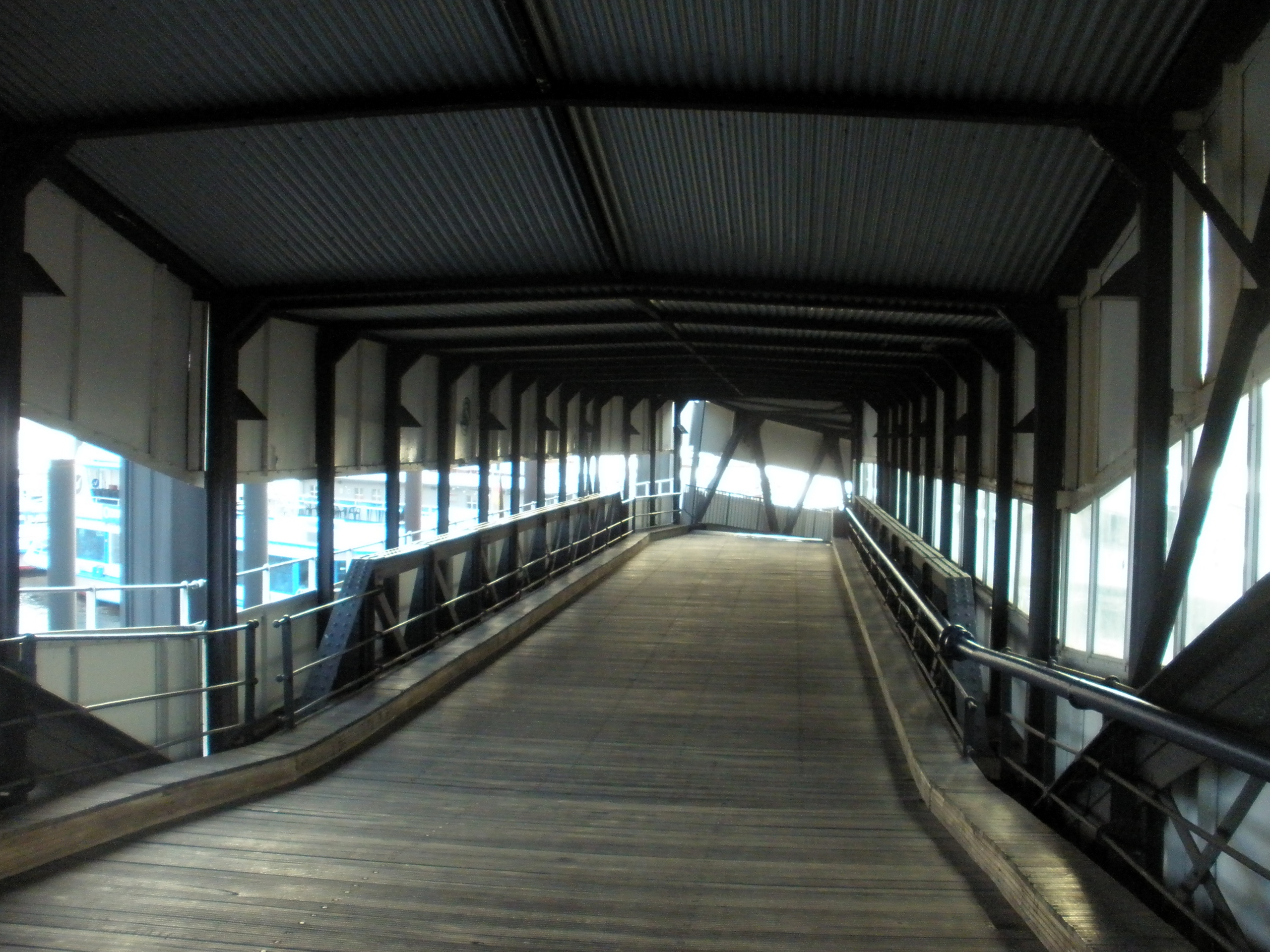
Viertes Brückenteil, der ehemalige Anleger Worthdamm und Einblick in das Südende
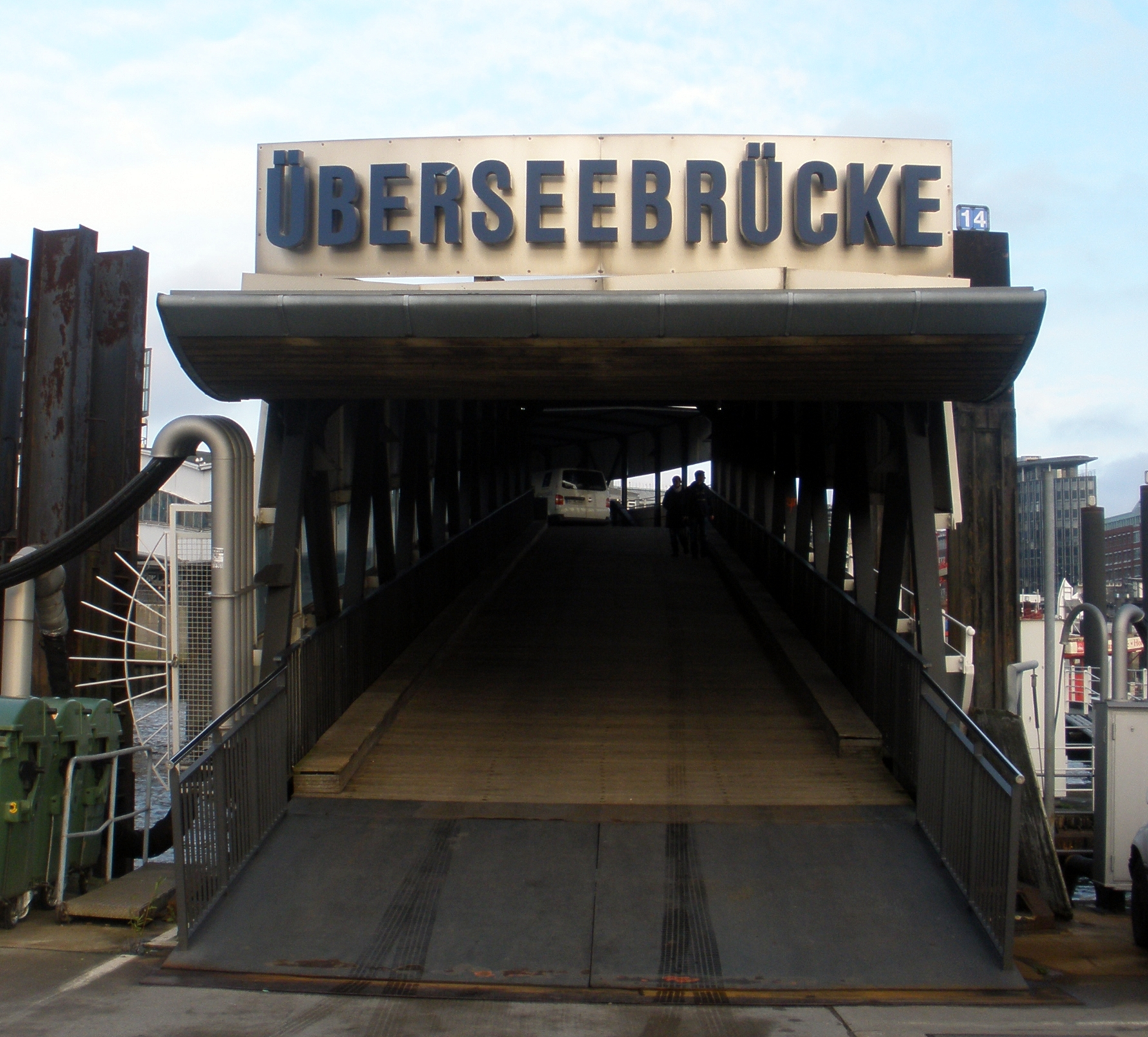
Blick in das Südende der Überseebrücke vom Ponton aus

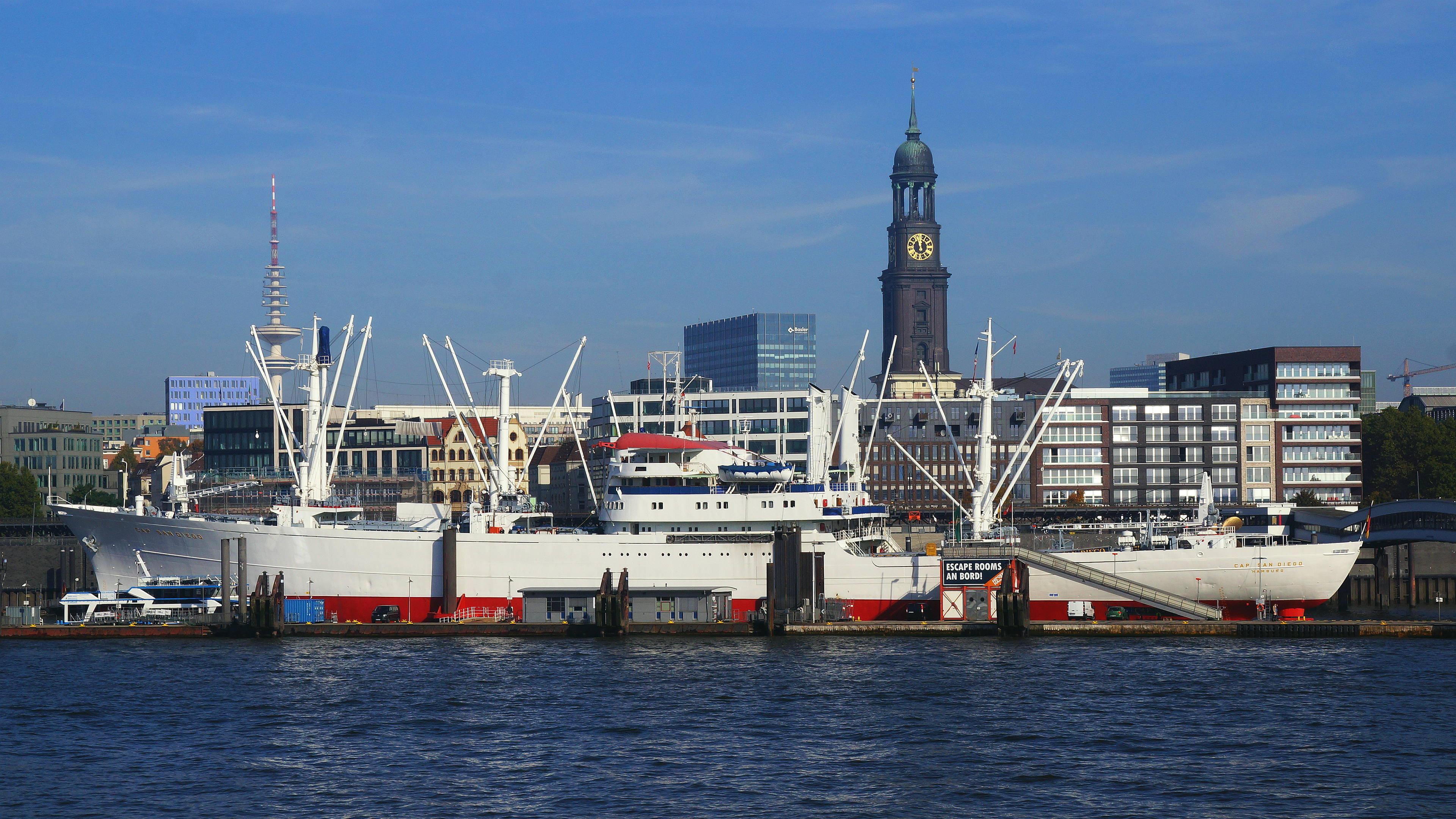
Museumsschiff Cap San Diego am Liegeplatz der Überseebrücke an der Norderelbe in Hamburg

Von der Überseebrücke liefen bis in die 1970er Jahre die Fähre nach Großbritannien sowie weit reisende Kreuzfahrtschiffe aus. Heute dient sie vornehmlich als Liegeplatz des Museumschiffs Cap San Diego, zudem machen kleinere Kreuzfahrtschiffe, Kriegsschiffe in- und ausländischer Flotten und aktive Museumsschiffe hier fest. So wird sie während des Hafengeburtstags regelmäßig von historischen Segelbarken angelaufen.